# 中銀膠囊塔
中銀膠囊塔又名中銀膠囊大樓（日语：中銀カプセルタワービル），是一幢造型特殊的住宅、辦公建築，由黑川紀章設計，位於日本東京都中央區新橋，於1970年開始興建，直至1972年完成，是日本建築界代謝運動的代表作品。

## 概要
中銀膠囊塔被認為是現代建築史上首座真正以膠囊般的建築模塊興建的建築，它由兩座分別11及13層的大樓組成，並能相互連結，總共使用了140塊預鑄建築模塊，每一個獨立單位被設計為可以獨立更換。雖然每個單位只有10平方公尺，但仍然能夠吸引不少人願意居住。
大樓建成後，其發展商已破產，並被美國對沖基金收購。大廈本身設計為每25年更新一次，不過由於長年日久失修，建築結構亦出現問問題，到2007年基金公司宣佈將大樓清拆再重建，亦有說大樓居民投票通過將大樓重建。到2014年，住戶前田先生發起「中銀膠囊塔保存・再生計畫」行動，透過導賞團和月租住宿體驗等方式，讓更多人認識這座建築。
樓管方面在2022年3月賣地、3月13日最後的住戶遷出，同年4月5日起開始拆卸工程，結束半世紀的歷史。大樓的建築模塊有部份保存在美術館展示或移至它處再利用的構想。

## 圖片

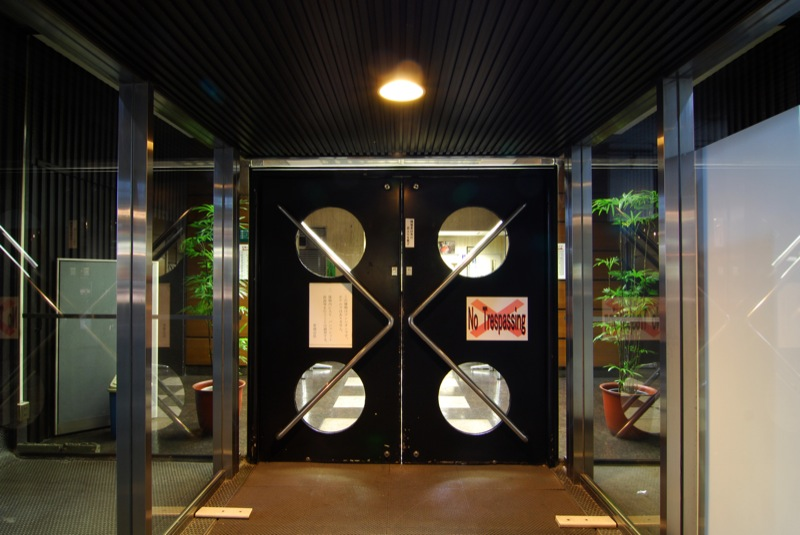
住宅入口
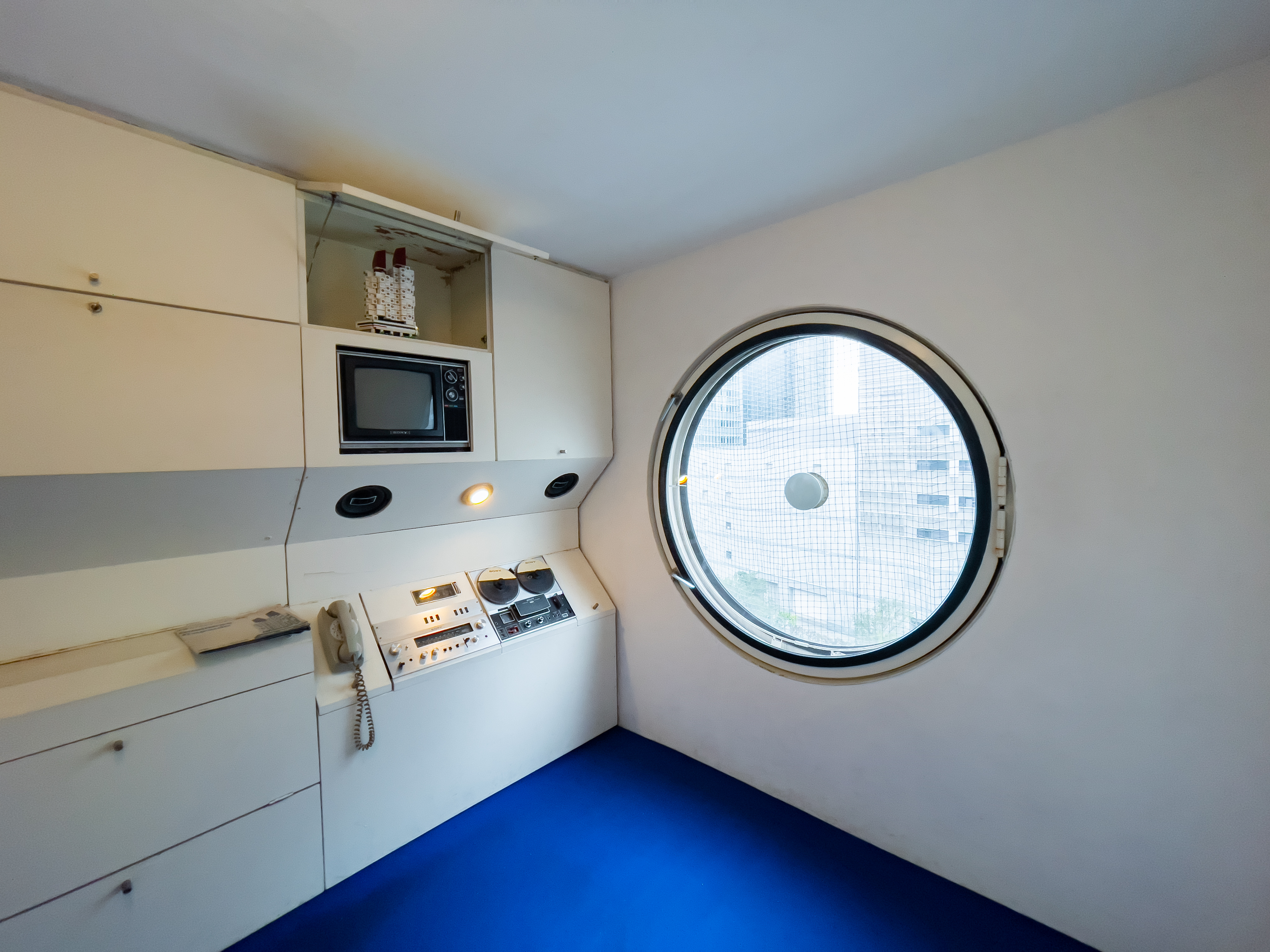
膠囊單位內貌
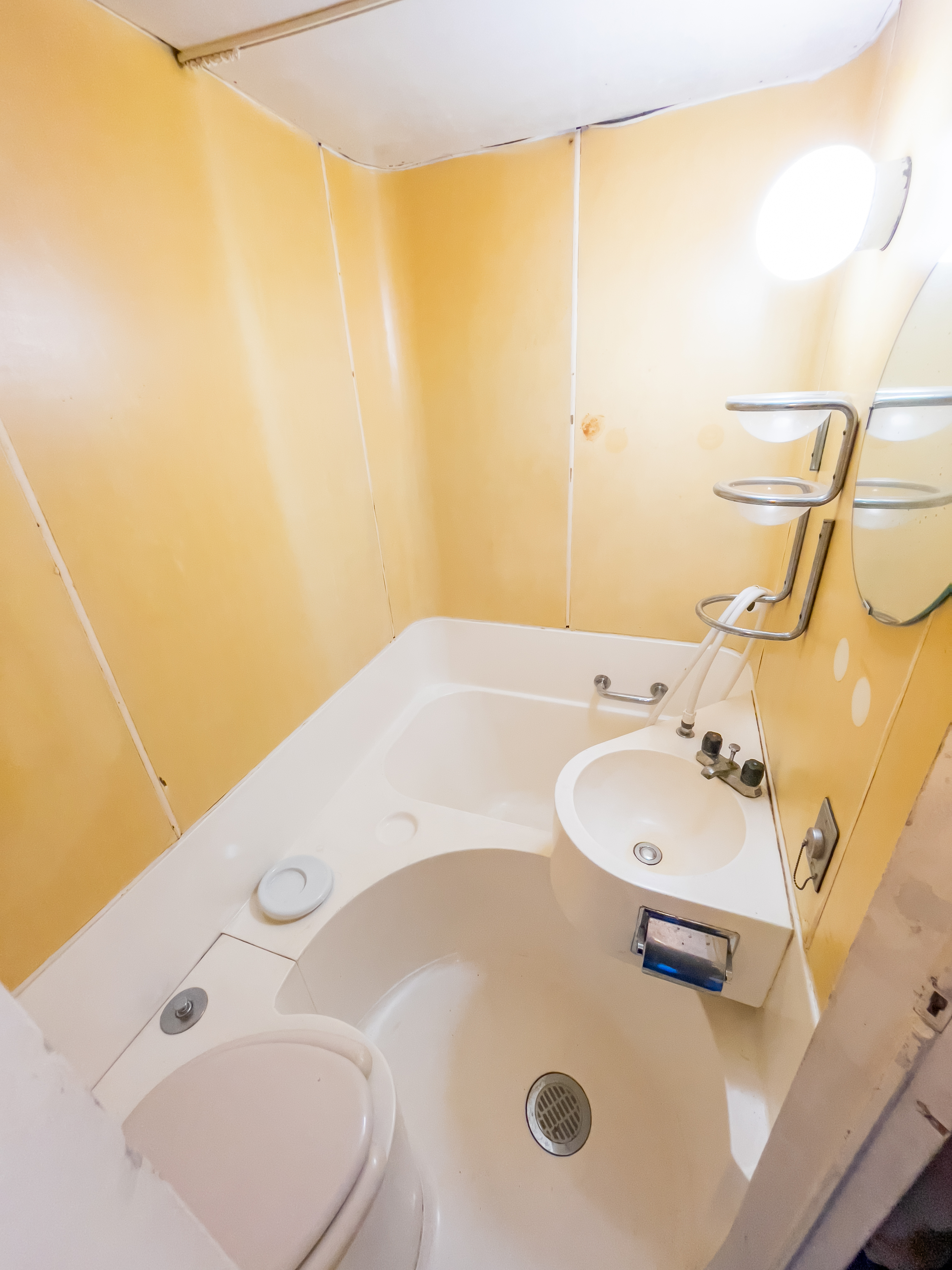
膠囊單位內的浴室
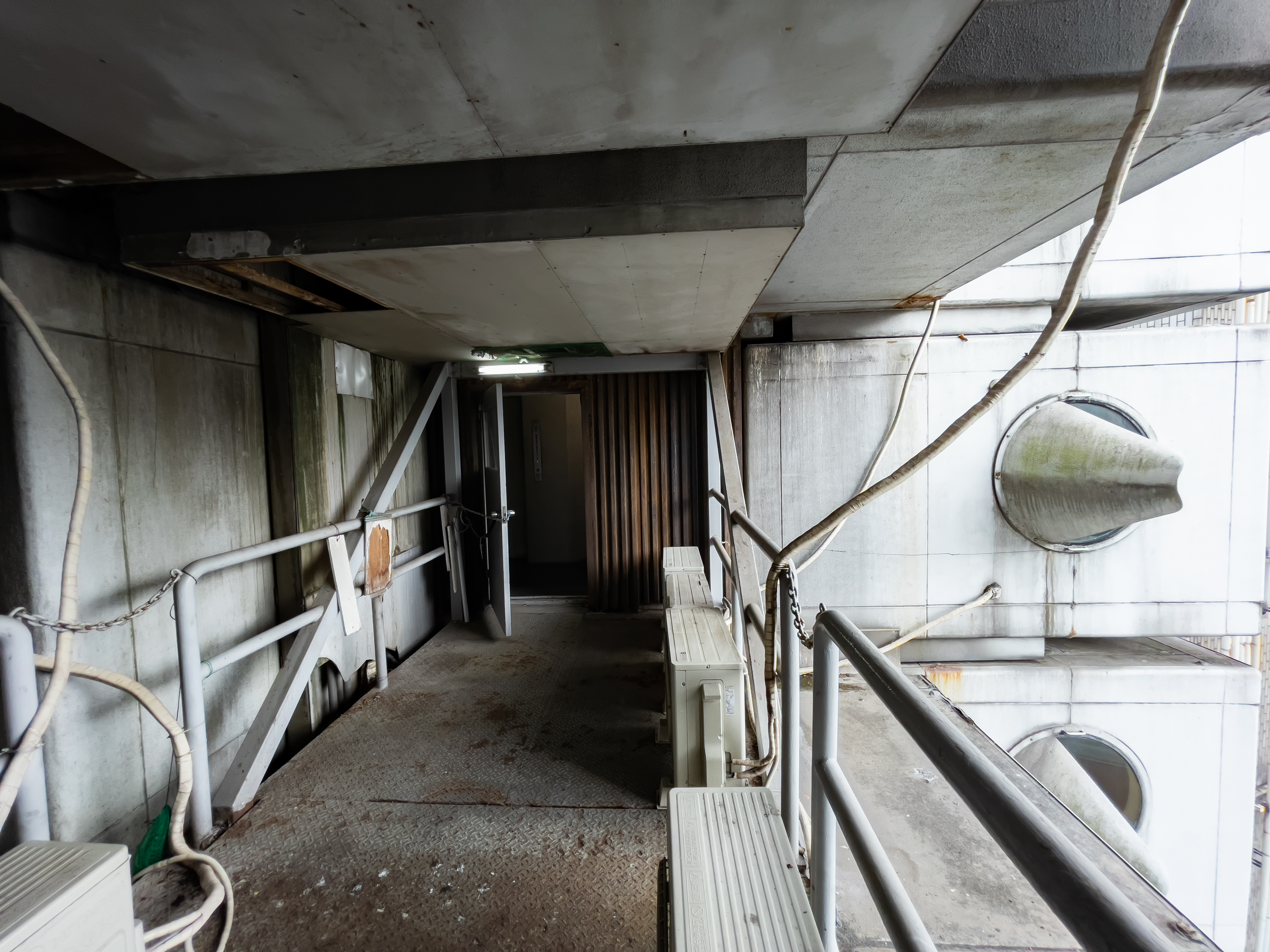
大廈長年日久失修
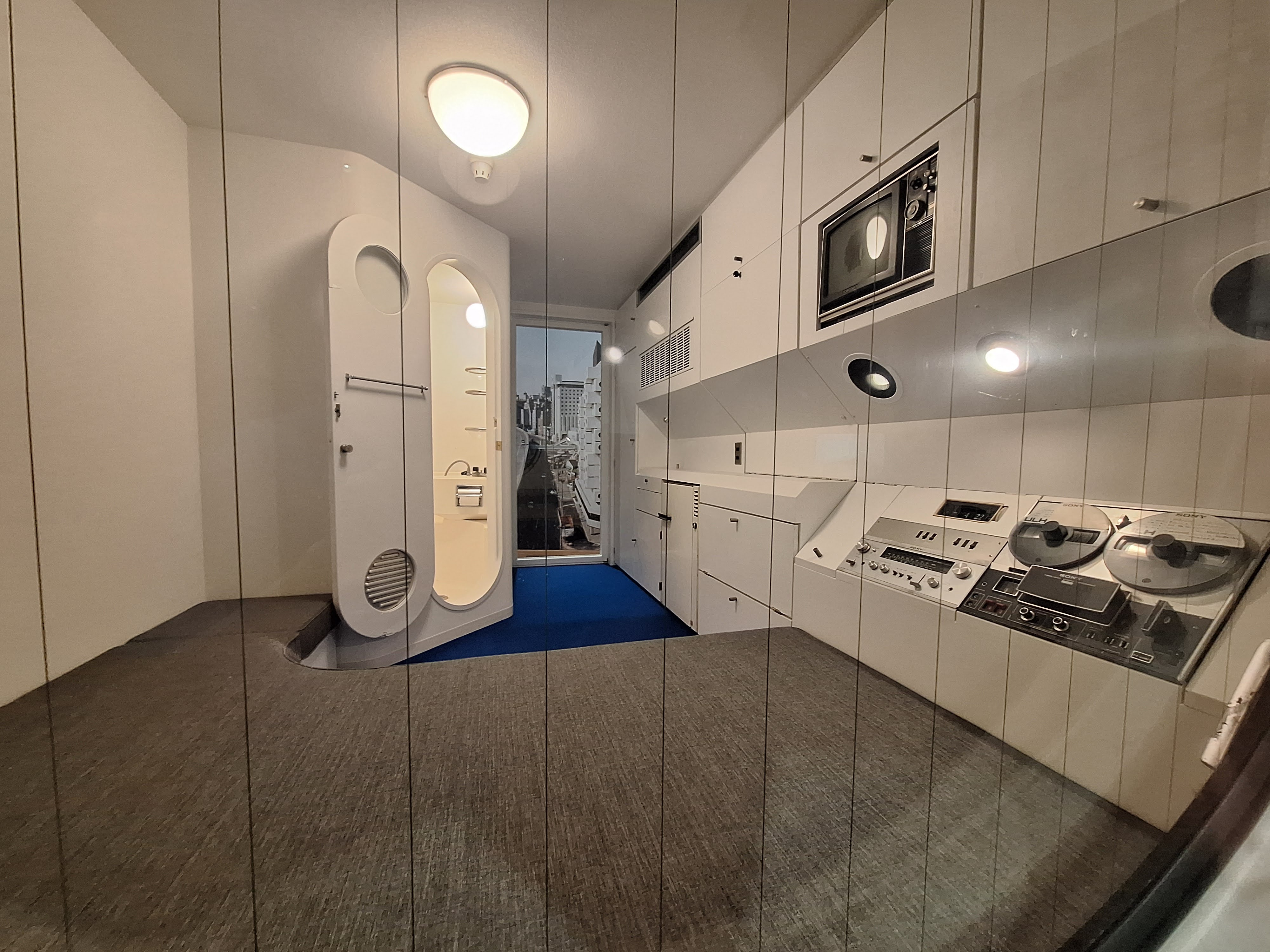
大廈的A806室示範單位轉移到M+博物館東展廳（開放式展廳）展出

## 另見
- 膠囊旅館

## 外部連結
- 黒川紀章 中銀カプセルタワービル